# Фамилия (партия)

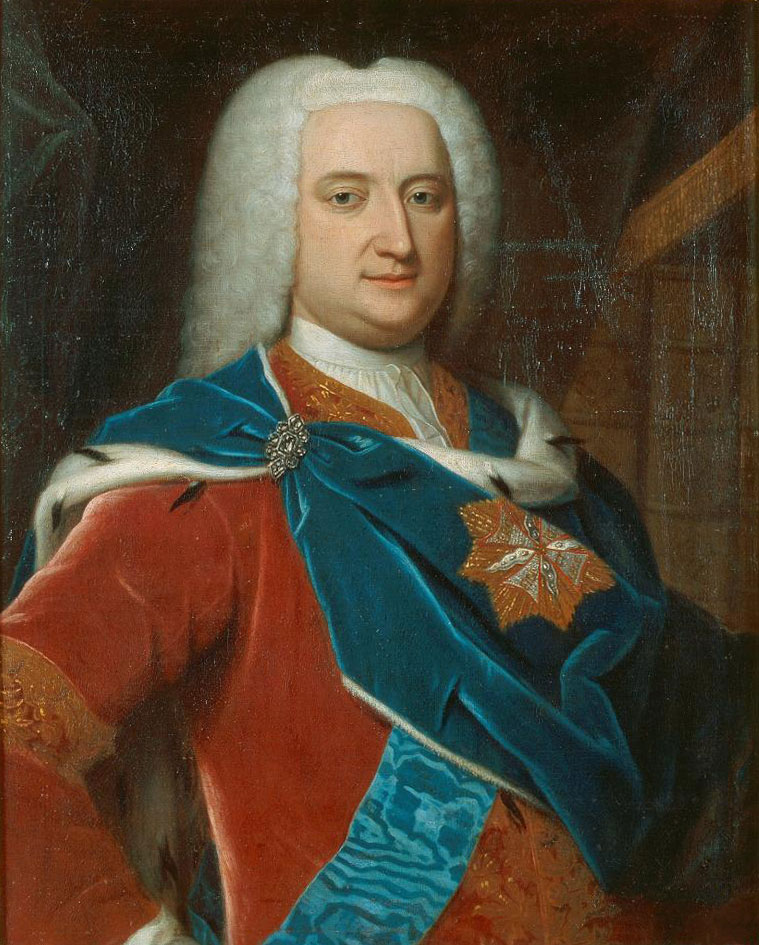
Основатель «Фамилии» — Казимир Чарторыйский

«Фамилия» — название политической группировки в Речи Посполитой середины XVIII века, лидерами которой выступали магнаты из родов Чарторыйских и Понятовских. Родичи и приверженцы Чарторыйских взяли курс на осторожные политические преобразования, поощряли С. Конарского и других глашатаев перемен.

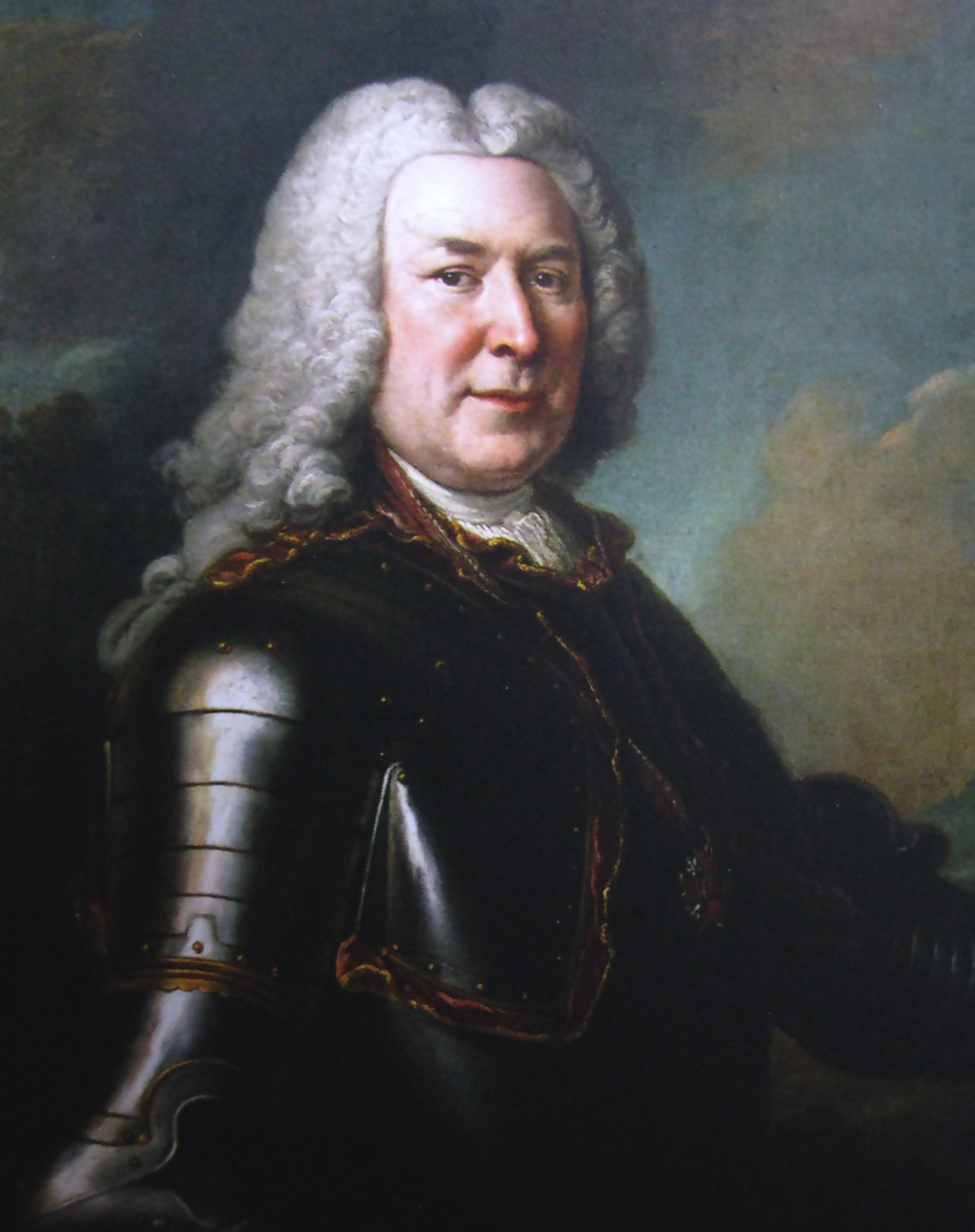
Михаил Фридрих Чарторыйский

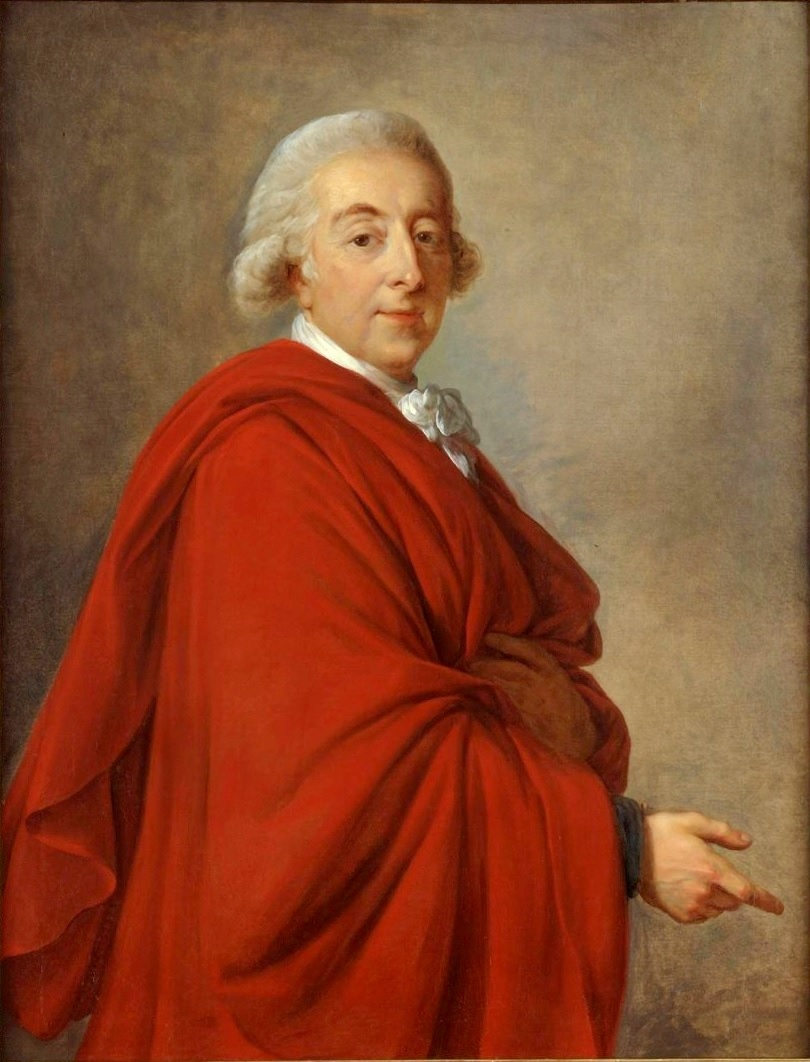
Чарторыйский, Адам Казимир

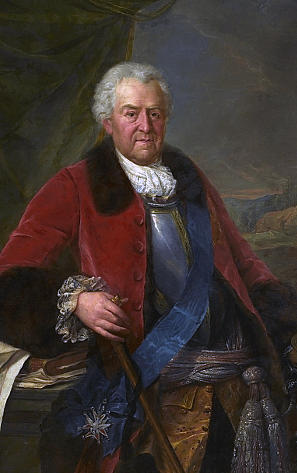
Станислав Понятовский

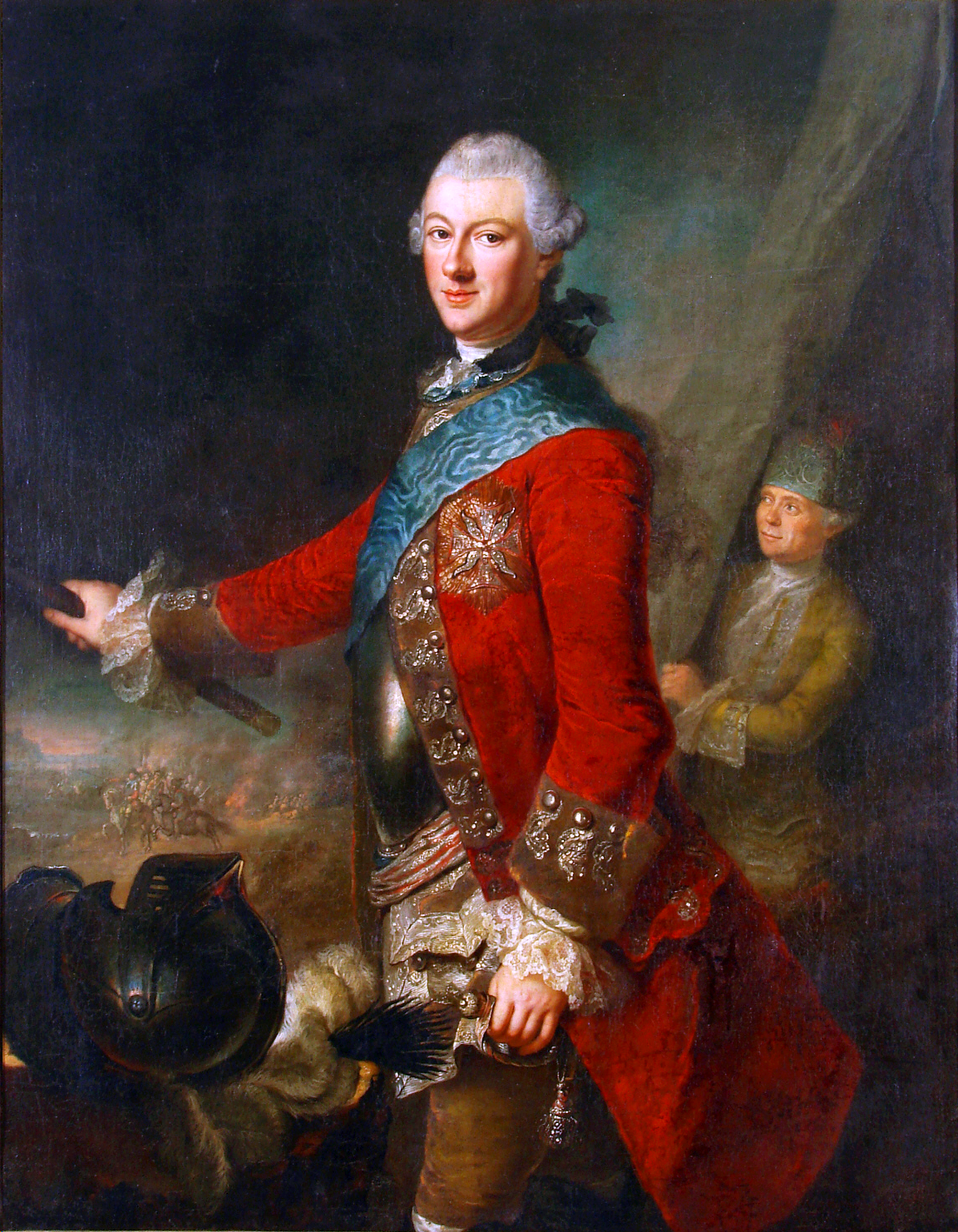
Михаил Казимир Огинский

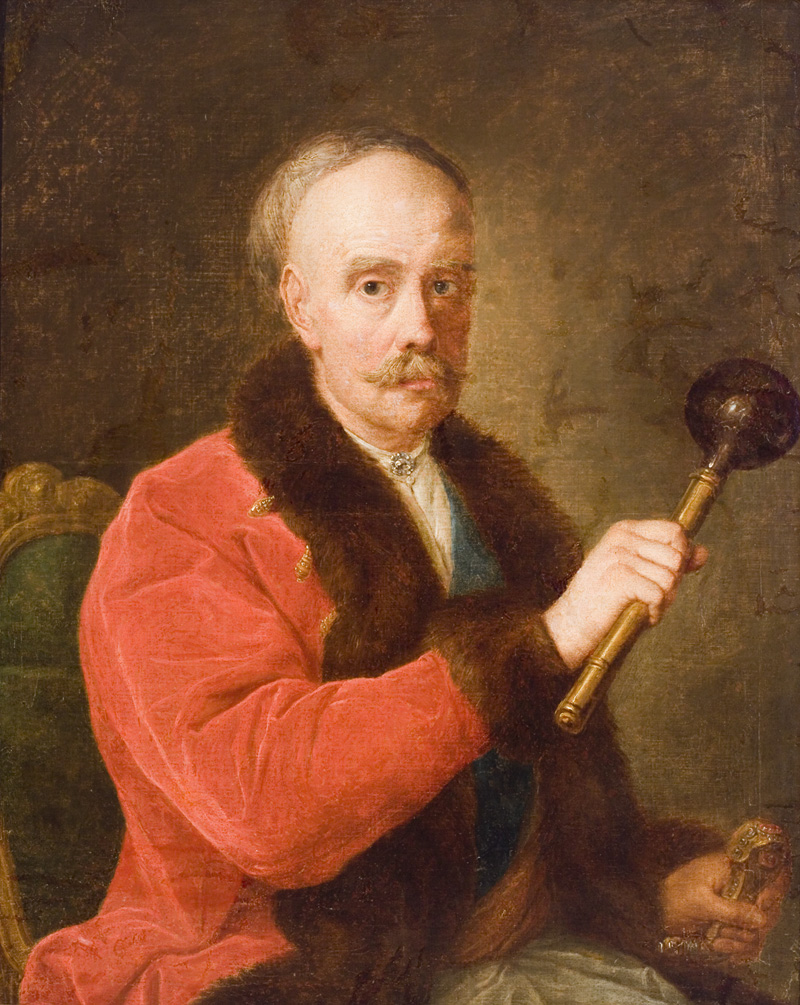
Михаил Юзеф Масальский

## Состав «Фамилии»
Руководителем группировки был канцлер великий литовский Михаил Фридрих Чарторыйский. Влиятельными членами «Фамилии» в ранний период были: воевода русский Август Александр Чарторыйский, генерал подольских земель Адам Казимир Чарторыйский, коронный подкоморий Казимир Понятовский, австрийский генерал Анджей Понятовский, Михал Ежи Понятовский, Станислав Понятовский, Михаил Казимир Огинский, великий гетман литовский Михаил Юзеф Масальский, епископ виленский Игнацы Якуб Масальский, воевода поморский Павел Михал Мостовский, великий литовский подскарбий Ежи Детлоф Флемминг, воевода иновроцлавский Анджей Иероним Замойский, великий коронный хранитель Станислав Любомирский, епископ плоцкий Иероним Антоний Шептицкий и епископ куявский Антоний Казимир Островский.

## Начальный период деятельности
В 1754 году «Фамилия» перешла в оппозицию к двору Августа III «Сакса». Его соперником был старошляхетский (гетманский) лагерь, среди которого самыми важнейшими деятелями были, в будущем, участники Тарговицкой конфедерации: Станислав Щенсный Потоцкий и Северин Ржевуский, поддерживая в первое время Францию и выступая за кандидатуру сына Августа III как польского короля, а после его смерти — за свободные выборы.

## Конвокационный сейм 1764 года
Опираясь в своих действиях на помощь российских войск в государственном перевороте, «Фамилия» предприняла попытку реформ строя Речи Посполитой. Их целью было исправление центральной королевской власти и окончание анархии, возникающей из-за злоупотребления «шляхетской вольностью»; например, ликвидация Liberum veto в сейме. Добивались исправления деятельности сеймов, а также реформ, связанных с финансированием армии и налогами. В начале 1764 года руководители «Фамилии» Иероним Антоний Шептицкий и Август Александр Чарторыйский попросили Екатерину II о введении российских войск в Речь Посполитую, для поддержки их в борьбе с гетманской партией. Скоро наступила российская интервенция (вошло 7000 солдат), а личные войска Чарторыйских перешли на российское жалованье. В итоге, с 7 мая по 23 июня 1764 года заседал Конвокационный Сейм для подготовки элекции Станислава Августа Понятовского, и который одновременно провел ряд важных реформ о строе Речи Посполитой. В частности, ликвидированы частные пошлины, введена единая пошлина в государственную казну, отменено Liberum veto при голосовании о военных и финансовых вопросах, введен запрет присяги послов на депутатских указаниях, унифицирована система мер и весов. В 1766 году Сейм Чаплица, а в 1768 году Сейм Репнина уничтожили большинство изменений, принятых на конвокационном сейме в 1764 году.